# SOLiVE サンセット
『SOLiVE サンセット』（ソライブ サンセット）は、ウェザーニューズが2009年4月27日から2017年2月19日まで放送されていた、気象情報番組である。

## 概要
ウェザーニューズの24時間動画生放送「SOLiVE24」で配信の気象情報番組。インターネット配信のほか、BSデジタル放送（独立データ放送）910ch「ウェザーニュース」でも視聴できる。千葉県千葉市美浜区の幕張テクノガーデンB館2階にある、ウェザーニューズ・グローバルセンターの「ソラスタ」から生放送。異常気象や地震発生時（WNI分析で推定最大震度が3以上、もしくは不明の場合）は番組を中断し、幕張テクノガーデンB館24階にあるウェザーニューズ・グローバル予報センター（通称：予報センター）から最新情報を伝える。
放送開始当初は平日のみの放送だったが、2009年10月10日からは土・日曜にも放送枠が拡大された。2010年4月5日からの「SOLiVE24」春の改編に伴い、番組名が「SOLiVE サンセット」に、放送時刻は15時 - 18時の3時間番組に変更となった。2010年10月4日の放送分から番組内容が一部リニューアルされ、今までよりもさらに天気関連情報を重点に置く内容となった。
さらに2010年11月15日の放送分から、オープニングで流れるアニメーションと同時に流れるジングルが一新。タイトル表示については、オレンジ色と藍色のグラデーションカラー表記に加えて四角枠内にサンセットの風景を描いたデザインへ変更された。
2011年1月2日の放送分から、下段スクロール表示のリニューアルが行なわれ、右端に「SOLiVE24」と番組名の交互表示が開始された。当番組の文字カラー表記はオレンジ色である。
2011年2月7日の「SOLiVE24」番組改編に伴い一部のリニューアルを実施した。
2011年7月1日より、三重テレビ放送の地上波デジタル放送サブチャンネルで部分ネットが開始された(月 - 金曜 15時20分 - 17時)。
2012年1月9日の放送分より、「SOLiVE24」番組改編に伴いリニューアルを実施。
2012年9月24日実施の「SOLiVE24」番組改編に伴い、放送時間は16時 - 19時の3時間に変更。また、9月23日の出演を持ってキャスターを卒業した小野に代わり、木島由利香が新たに起用。同時にオープニングで流れるアニメーションと同時に流れるジングルが一新された。なお、タイトル表示・グラデーションカラー表記・下段部スクロール表示の文字カラー表記は、改編以前と同じで変更されていない。
2013年11月25日実施の「SOLiVE24」番組改編に伴い、番組内容のリニューアルが行われた。
2014年4月7日実施の「SOLiVE24」番組改編に伴い、放送時間は17時 - 20時の3時間に変更。同時に番組内容のリニューアルを実施。
2014年11月10日実施の「SOLiVE24」番組改編に伴い、放送時間は15時 - 18時の3時間に変更。同時に番組内容のリニューアルを実施。
2015年4月20日実施の「SOLiVE24」番組改編に伴い、放送時間は17時 - 20時の3時間に変更。
2015年10月12日実施の「SOLiVE24」番組改編に伴い、放送時間は15時 - 18時の3時間に変更。
2017年2月20日のSOLIVE24番組改編(SOLiVEアフタヌーンの再開、SOLiVEイブニング1時間延長)に伴い、放送終了。

## 出演者

### キャスター
※2016年10月1日現在。
- 江川清音（2014年 - )
- 松雪彩花（2015年11月14日 -）
- 白井ゆかり(2016年9月-)
- その他のキャスターも随時出演。

### 予報センター
- 芳野達郎
- 永井友理
- 山下裕也
- 草田あゆみ

予報センター過去の出演者
- 本田竜也
- 内藤邦裕
- 東田芳治
- 寺尾直樹
- 飯島栄一
- 園田憲治
- 須山洋治
- 安部大介
- 喜田勝
- 森田清輝
- 原田健成

- 浜俊一
- 坂本晃平
- 町田修一
- 森口哲夫
- 小津慎吾
- 小池由高
- 柳博
- 宇野沢達也

### キャスター不在時の代理
ここでは2010年度以降の分を記述する。

### 過去の出演者
- 有川雅子（2010年4月8日 - 2011年2月3日、主に水・木曜を担当）
- 今田佐和子（2010年4月5日 - 2011年7月2日）※2011年2月7日の番組改編までは日曜 - 火曜と金曜・土曜の週5回、それ以降は金曜と土曜の週2回を担当した。
- 小野英美（2011年2月7日 -2012年9月23日） 週5回
- 木島由利香（2012年9月24日 -2016年2月25日 )
- 澤田南（2013年5月1日 - 2014年2月28日　週2回）
- 河村さやか（2014年11月-2015年9月15日)
- 山田泰葉 （2012年9月24日 - 2012年11月30日）土曜を含む週3回
- 横町藍（2013年1月下旬 - 2014年3月31日[注釈 14]）※木島、澤田の担当しない週1～2日
- 堀井雅世（2014年8月2日 - 2016年3月31日）

## 放送時間の変遷
| 期間                           | 放送時間                    |
| ------------------------------ | --------------------------- |
| 2009年4月27日 - 2009年10月2日  | 月曜日-金曜日 15:00 - 17:00 |
| 2009年10月5日 - 2010年4月4日   | 月曜日-日曜日 15:00 - 17:00 |
| 2012年9月24日 - 2014年4月6日   | 月曜日-日曜日 16:00 - 19:00 |
| 2014年4月7日 - 2014年11月9日   | 月曜日-日曜日 17:00 - 20:00 |
| 2014年11月10日 - 2015年4月19日 | 月曜日-日曜日 15:00 - 18:00 |
| 2015年4月20日 - 2015年10月11日 | 月曜日-日曜日 17:00 - 20:00 |
| 2015年10月12日 - 2017年2月19日 | 月曜日-日曜日 15:00 - 18:00 |

2014年春改編以降、日没時間に合わせておよそ半年ごとに放送時間を移動している。

### 放送に関する備考
- 2009年11月20日は、14時 - 15時35分の時間帯に『weathernews LiVE特別番組』を編成するため、15時35分 - 17時までの短縮放送となった。
- 2010年6月26日は、部分月食中継企画を編成するため、15時 - 19時までの拡大放送となった。
- 2010年7月14日は、西日本を中心とした梅雨前線豪雨のため、終始M3[注釈 15]体制の下、予定のコーナーを休止して放送した。
- 2010年8月12日は、台風4号の影響により、東日本などを除く各地域に、（当時）生活に影響が出る恐れがあるとして、同年7月14日と同様の内容で放送した。
- 2010年12月21日は、皆既月食企画を編成するため、北海道より現地からの生中継を15時30分以降から後枠番組の『SOLiVE イブニング』にかけ19時頃まで行なった。
- 2011年1月1日は、『SOLiVE サンセット 新春ソラヨミ講座』と題して、14時 - 17時までの1時間繰り上げ放送となった[注釈 16]。
- 2011年1月23日は、15時 - 15時30分頃にかけ大宮アルシェで北清水雄太のストリートライブ中継を行なったため、当番組は15時40分 - 18時の短縮放送となった。
- 2011年2月11日は、関東・中部・近畿エリアの大雪で生活に影響が出る恐れがあるとして、前枠番組「SOLiVE コーヒータイム」のM3体制を引き継ぎ2010年8月12日と同様の内容で放送した。
- 2011年3月11日は、東北地方太平洋沖地震（東日本大震災）の発生により、予定のコーナーを全て取りやめた上で放送された。
- 2011年4月18日の放送分より、震災前に実施されていたコーナーを復活。
- 2011年9月3日は、台風12号の影響により、北日本・東日本・沖縄県を含めた九州ほぼ全域以外で、生活に影響が出る恐れがあるとして、前番組「SOLiVE コーヒータイム」のM3体制を引き継ぎ、予定していたコーナーを全部休止した上で放送された。
- 2011年9月10日は、「会える天気予報 SOLiVE24 公開生放送」と題して、東京都港区芝にある日本生命赤羽橋ビル1階のCポート1号店から放送された[3][注釈 17]。
- 2011年9月21日は、台風15号の影響により、同年3日と同様な体制で放送された。
- 2011年12月31日は、15時 - 17時に『SOLiVE サタデー 年忘れ大晦日特番』、また『SOLiVE イブニング 「あの街この町」リポートで振り返る1年スペシャル』を17時の繰上げ放送スタートとなったため、当番組は休止。
- 2012年1月1日は、通常の時間で『SOLiVE サンセット 新春ソラヨミ講座』を放送した[注釈 18]。
- 2012年4月3日は、日本海にあった爆弾低気圧の暴風などの影響で、北日本・西日本・東日本含めた地域で、生活に影響が出る恐れがあるとして、前番組「SOLiVE コーヒータイム」のM3体制を引き継ぎ、予定していたコーナーを全部休止した上で放送。
- 2012年4月23日は、16時～17時10分にかけてBS910番組審議委員会を放送したため、15時～16時　17時10分～18時に分けて放送。
- 2012年4月27日は、SOLiVE24放送開始3周年記念特別番組と題し、一部番組内容を変更して放送された。
- 2012年5月26日は、SHIRASEオーロラホールにおいて第2回「みんなでGENSAI」の中継を行なったため、当番組は16時 - 18時までの短縮放送となった[注釈 19]。
- 2012年6月19日は、台風4号が和歌山県南部へ上陸したことに伴い、17時30分頃からM3体制での放送を行なった。
- 2012年9月30日は、台風17号接近のため、18時過ぎからM3体制での放送を行なった。
- 2012年11月24日は、17時 - 19時に『SOLiVE サタデー』として放送される関係で、当番組は休止となった[注釈 20]。
- 2012年12月7日は、17時18分頃に三陸沖地震が発生し、津波警報・津波注意報発令に伴いM3体制に切替え、最新地震情報として同時刻以降の全コーナーを休止した。
- 2012年12月31日は、通常の時間枠で『SOLiVE 減災特集2012』を放送した[注釈 21]。
- 2013年1月1日は、新春特番『お正月リポート＆お正月ソラミッション』を通常の当番組枠で放送した[注釈 22]。

## 主な番組内容
※2016年10月1日現在

※コーナーの内容は、担当キャスター変更及び天気の状況次第等に因り、オープニングのラインナップに掲載されたものとは予告無しで変更される場合がある。また、ウェザーニューズ本社のある千葉市幕張の日の入り時間に応じて一部コーナー（特にHangoutサンセットリレー）の移動も頻繁に行われている。
キャスターと、時間ごとの空の変化を追っていく。放送中に届いたウェザーリポート（同社運営の携帯電話各社公式サイト登録者から寄せられた、投稿者周辺の気象現況と画像・動画）と、寄せられたメールの紹介が中心となる。
- クローズアップソラミッション
- checkthesunset
- Googlemapwithweatherリポーター
- ウェザーリポート動画

- 夕陽ライブ
- ウェザーニュースUPDATE
- キャスリポ！

### 過去のコーナー
- 最新ウェザーリポート（ - 2012年1月9日）

リポーターから寄せられた最新リポートを紹介する。
- ソラキャンバス（原則としてキャスターが小野以外の横町・山田担当日）

与えられたテーマに沿って、キャスターとソラチャット参加者が絵を描く。
- みんなで見つける ソラのヨミカタ（原則としてキャスターが小野の担当日に限る）

ソラキャンバスを使用して、視聴者（サポーター）に向け、出演者と共にライブカメラの画像から特徴的な雲を探る。
- この雲、何に見える?

ウェザーリポートで寄せられた雲の写真を紹介し、「人の顔」や「動物」など、雲がどのような形に見えるかをチャット参加者とキャスターとで考えていく。リポートの内容によってはソラキャンバスを用いることがある。
- せーのでソラを見上げよう「ジャスト」

2012年1月9日から同年9月23日まで実施されていたコーナー。担当キャスターがウェザーリポーター会員に対して、16時16分現在の空・動植物・帰り道の天気などといった様々な状況のウェザーリポートをサポーターが送る。なお、毎月16日に限り「ソライロ」企画のコーナーに変わる。
- みんな集まれ!テンキッキッズ

2013年11月25日から同年12月8日まで実施されていたコーナー。担当キャスターが「お姉さん」として、パペットを使い天気を教える。2017年4月4日の「SOLiVE ムーン」で復活した。ウェザーニュースの関連イベントで「テンキッキーズ」として実施されている。

## BGM
- 2009年4月 - 2010年4月 : クロード・ドビュッシー『アラベスク1番』
- 2010年4月 - 同年11月 : アントニン・ドヴォルザーク『交響曲第9番』
- 2010年11月 - 現在 : ヨハン・パッヘルベル『カノン』

## ゲスト
| 放送日         | ゲスト     | 特記事項 |
| -------------- | ---------- | -------- |
| 2011年10月20日 | 中嶋ユキノ |          |
| 2013年2月24日  | 中嶋ユキノ |          |
| 2016年2月5日   | ガチャピン |          |